# Metropolia Shenyang
Metropolia Shenyang – metropolia Kościoła rzymskokatolickiego w Chińskiej Republice Ludowej. Erygowana w dniu 11 kwietnia 1946 roku. W skład metropolii wchodzi 1 archidiecezja i 7 diecezji.
W skład metropolii wchodzą:
- Archidiecezja Shenyang
  - Diecezja Chifeng
  - Diecezja Fushun
  - Diecezja Jilin
  - Diecezja Rehe
  - Diecezja Sipingjie
  - Diecezja Yanji
  - Diecezja Yingkou